# Prnjavor (Šabac)
Prnjavor (em cirílico: Прњавор) é uma vila da Sérvia localizada no município de Šabac, pertencente ao distrito de Mačva, na região de Mačva. A sua população era de 3906 habitantes segundo o censo de 2011.

## Demografia
| 1948  | 1953  | 1961  | 1971  | 1981  | 1991  | 2002  | 2011  |
| ----- | ----- | ----- | ----- | ----- | ----- | ----- | ----- |
| 3 014 | 3 390 | 4 100 | 4 538 | 4 892 | 4 718 | 4 464 | 3 906 |